# 席田郡 (福岡縣)
席田郡（日语：／ Mushiroda gun */?）是過去位于日本福岡縣的郡，已於1896年2月26日與那珂郡、御笠郡合併為筑紫郡。
當時管轄的町村現已被併入福岡市。

## 歷史

### 年表
- 1889年4月1日：實施町村制，席田郡下設：席田村。
- 1896年2月26日：與那珂郡、御笠郡合併為筑紫郡。